# Yee Jee Tso
Yee Jee Tso (* 10. März 1975) ist ein kanadischer Schauspieler.
Er spielte in verschiedenen US-amerikanischen Fernsehserien, wie zum Beispiel Sliders (1995) und  1996 im Doctor-Who-Fernsehfilm mit. In Deutschland ist der Schauspieler besonders durch seine Rolle als Teddy Chin in dem Spielfilm Startup (2001) bekannt.

## Filmografie (Auswahl)
- 1996: Todesschwadron aus der Zukunft (Past Perfect)
- 1996: Doctor Who – Der Film (Doctor Who, Fernsehfilm)
- 2001: Startup (Antitrust)
- 2007: Demon Days – Im Bann der Dämonen (They Wait)
- 2009: Last Impact – Der Einschlag (Impact, Fernsehfilm)
- 2011: 50/50 – Freunde fürs (Über)Leben (50/50)
- 2011: Girl Fight
- 2014: Arrow (Fernsehserie, 1 Folge)
- 2014: Gracepoint (Fernsehserie, 1 Folge)
- 2014: Continuum (Fernsehserie, 1 Folge)